# Jack Edmonds
Jack R. Edmonds (1934) es un matemático canadiense, considerado uno de los más importantes contribuyentes al campo de la optimización combinatoria y recibió en 1985 el John von Neumann Theory Prize.
Realizó sus estudios en la Universidad George Washington, graduándose en 1958, tras lo cual realizó su maestría en la Universidad de Maryland en 1959, con una tesis sobre el problema del encaje de gráficas en superficies.
De 1959 hasta 1969 trabajó en el Instituto Nacional de Estándares y Tecnología (entonces la Oficina Nacional de Estándares), siendo miembro fundador de la sección de Investigación de Operaciones de Alan Goldman en 1961.
Posteriormente, exceptuando los años de 1991 a 1993, tuvo un puesto en el Departamento de Combinatoria y Optimización en la Facultad de Matemáticas de la Universidad de Waterloo, jubilándose en 1999. De 1991 a 1993 fue parte de una controversia (el asunto Edmonds) contra la Universidad de Waterloo. la Universidad afirmó que Edmons había renunciado pero éste lo negó. El conflicto se solucionó en 1993 y Edmonds regresó a la universidad
El algoritmo de Emparejamiento de Edmonds y el artículo de investigación que lo describe es uno de los artículos más citados del área, y el teorema de descomposición de Edmonds-Gallai describe las gráficas finitas desde el punto de vista de apareamientos. Introdujo también el concepto de polimatroide y la tesis Cobham–Edmonds fue propuesta por él.